# ليسه
ليسه Lisse  هي مدينة وبلدية غرب هولندا، في مقاطعة جنوب هولندا.

## طوبوغرافيا
خريطة طوبوغرافية هولندية لبلدية ليسه، يونيو 2015، (تقرأ بعد ثلاث نقرات على الخريطة).

## أعلام
- بارت آرنز
- سيباستيان لانجفيلد
- جوزيف سميت
- برام مولينار
- كونراد جاكوب تمينك